# Arrondissement Bobigny
Arrondissement Bobigny (fr. Arrondissement de Bobigny) je správní územní jednotka ležící v departementu Seine-Saint-Denis a regionu Île-de-France ve Francii. Člení se dále na 17 kantonů a 15 obcí.

## Kantony
- Bagnolet
- Bobigny
- Bondy-Nord-Ouest
- Bondy-Sud-Est
- Le Bourget
- Drancy
- Les Lilas
- Montreuil-Est
- Montreuil-Nord
- Montreuil-Ouest
- Noisy-le-Sec
- Pantin-Est
- Pantin-Ouest
- Les Pavillons-sous-Bois
- Romainville
- Rosny-sous-Bois
- Villemomble